# 2362 Марк Твен
2362 Марк Твен (енгл. Mark Twain) је астероид главног астероидног појаса чија средња удаљеност од Сунца износи 2,195 астрономских јединица (АЈ).
Апсолутна магнитуда астероида је 13,7.